# František Ptáčník
František Ptáčník (* 27. února 1962) je bývalý československý a později český atlet, sprinter.
V roce 1985 doběhl na halovém ME v Pireu ve finále běhu na 60 metrů na šestém místě . Největší úspěch zaznamenal v roce 1987 na halovém ME ve francouzském Liévinu, kde získal společně s Italem Antonio Ullem bronzovou medaili na šedesátce (6,61 s). Již v rozběhu zaběhl trať v čase 6,58 s. Tento čas je dodnes českým halovým rekordem.

## Soukromý život
Jeho dcera Jiřina Ptáčníková (nyní Kudličková) je bývalá úspěšná atletka, která se věnovala skoku o tyči (stále drží český národní rekord výkonem 476 cm z roku 2013). V letech 2012 a 2014 byla provdaná za překážkáře Petra Svobodu. Sportovní kariéru zakončila v roce 2018 a v roce 2020 se provdala za tyčkaře Jana Kudličku, se kterým má dceru Terezu (nar. 2019).